# Cantón de Saint-Martin-d'Hères-Sur
El cantón de Saint-Martin-d'Hères-Sur era una división administrativa francesa, que estaba situada en el departamento de Isère y la región de Ródano-Alpes.

## Composición
El cantón estaba formado por una fracción de la comuna que le daba su nombre:
- Saint-Martin-d'Hères (fracción)

## Supresión del cantón de Saint-Martin-d'Hères-Sur
En aplicación del Decreto n.º 2014-180 de 18 de febrero de 2014, el cantón de Saint-Martin-d'Hères-Sur fue suprimido el 22 de marzo de 2015 y su fracción de comuna pasó a formar parte del nuevo cantón de Saint-Martin-d'Hères.